# 宮崎県企業局
宮崎県企業局（みやざきけんきぎょうきょく）は、宮崎県の地方公営企業である。宮崎県において、電気事業、工業用水道事業、地域振興事業を行っている。

## 事業

### 電気事業
- 石河内第一発電所
- 渡川発電所
- 綾第一発電所
- 綾第二発電所
- 立花発電所
- 三財発電所
- 岩瀬川発電所
- 祝子発電所
- 上祝子発電所
- 田代八重発電所
- 浜砂発電所
- 猿瀬発電所
- 祝子第二発電所

### 工業用水道事業
- 日向臨海工業地区工業用水

### 地域振興事業
- 一ツ瀬川県民スポーツレクリエーション施設